# العلاقات الدومينيكانية الكيريباتية
العلاقات الدومينيكانية الكيريباتية هي العلاقات الثنائية التي تجمع بين جمهورية الدومينيكان وكيريباتي.

## مقارنة بين البلدين
هذه مقارنة عامة ومرجعية للدولتين:
| وجه المقارنة                                              | جمهورية الدومينيكان | كيريباتي                        |
| --------------------------------------------------------- | ------------------- | ------------------------------- |
| المساحة (كم2)                                             | 48.67 ألف           | 811                             |
| عدد السكان (نسمة)                                         | 10.40 مليون         | 116.40 ألف                      |
| الكثافة السكانية (ن./كم²)                                 | 213.68              | 14.35 ألف                       |
| العاصمة                                                   | سانتو دومينغو       | جنوب تاراوا                     |
| اللغة الرسمية                                             | اللغة الإسبانية     | لغة إنجليزية، اللغة الكيريباتية |
| العملة                                                    | بيزو دومنيكاني      | دولار كريباتي، دولار أسترالي    |
| الناتج المحلي الإجمالي (بليون دولار)                      | 75.93 مليار         | 196.15 مليون                    |
| الناتج المحلي الإجمالي (تعادل القوة الشرائية) بليون دولار | 149.89 مليار        | 224.26 مليون                    |
| الناتج المحلي الإجمالي الاسمي للفرد دولار أمريكي          | 6.47 ألف            | 1.42 ألف                        |
| الناتج المحلي الإجمالي للفرد دولار أمريكي                 | 13.26 ألف           | 1.81 ألف                        |
| مؤشر التنمية البشرية                                      | 0.715               | 0.590                           |
| رمز المكالمات الدولي                                      | +1809، +1829، +1849 | +686                            |
| رمز الإنترنت                                              | .do                 | .ki                             |
| المنطقة الزمنية                                           | 00                  |                                 |

## منظمات دولية مشتركة
يشترك البلدان في عضوية مجموعة من المنظمات الدولية، منها:
| علم المنظمة | اسم المنظمة                                 | تاريخ انضمام جمهورية الدومينيكان | تاريخ انضمام كيريباتي |
| ----------- | ------------------------------------------- | -------------------------------- | --------------------- |
|             | تحالف الدول الجزرية الصغيرة                 | ?                                | ?                     |
|             | الاتحاد البريدي العالمي                     | ?                                | ?                     |
|             | يونسكو                                      | 4 نوفمبر 1946                    | 24 أكتوبر 1989        |
|             | البنك الدولي للإنشاء والتعمير               | 18 سبتمبر 1961                   | 29 سبتمبر 1986        |
|             | مؤسسة التمويل الدولية                       | 31 أكتوبر 1961                   | 2 أكتوبر 1986         |
|             | مؤسسة التنمية الدولية                       | 16 نوفمبر 1962                   | 2 أكتوبر 1986         |
|             | الأمم المتحدة                               | 24 أكتوبر 1945                   | 14 سبتمبر 1999        |
|             | مجموعة دول أفريقيا والكاريبي والمحيط الهادئ | ?                                | ?                     |
|             | منظمة حظر الأسلحة الكيميائية                | ?                                | ?                     |